# EtherCAT
EtherCAT (v ang. Ethernet for Control Automation Technology) je vodilo osnovano na tehnologiji Ethernet in je namenjeno uporabi v samodejni oziroma avtomatizirani tehnologiji. EtherCAT je visokozmogljiv in prilagodljiv.
Glavni cilj razvoja vodila EtherCAT je bil uporabiti Ethernet za avtomizacijo aplikacij, ki zahtevajo kratke časovne posodobitve podatkov z nizkimi motnjami v komunikaciji in z nizkimi stroški.

## EtherCAT funkcije

### Funkcionalno načelo
Nadzornik EtherCAT pošlje telegram, ki gre skozi vsako vozlišče. Vsaka pomožna naprava EtherCAT prebere podatke, ki so nanjo naslovljeni in vstavi svoje podatke v okvir, ko se ta premika navzdol. Okvir upočasnjujejo samo časovne zakasnitve širjenja strojne opreme. Zadnje vozlišče v segmentu zazna odprta vrata in pošlje sporočilo nazaj glavnemu upravljalniku s funkcijo polnega dupleksa tehnologije Ethernet. Glavna enota EtherCAT je edino vozlišče znotraj segmenta, ki sme aktivno pošiljati okvir EtherCAT, vsa druga vozlišča pa so zgolj naprej usmerjeni okvirji. Ta koncept preprečuje nepredvidljive zamude in zagotavlja zmogljivosti v realnem času. Glavni uporabnik uporablja standardni krmilnik za dostop do eternetnega medija brez dodatnega komunikacijskega procesorja. To omogoča izvajanje glavne enote na kateri koli strojni platformi z razpoložljivimi ethernetnimi vrati, ne glede na to, kateri operacijski sistem ali aplikacijska programska oprema se uporablja v realnem času. Naprave EtherCAT Slave uporabljajo krmilnik EtherCAT Slave  za sprotno obdelavo okvirjev in v celoti v strojni opremi, zaradi česar je zmogljivost omrežja predvidljiva in neodvisna od posamezne podrejene naprave.

### EtherCAT Protokol
protokol EtherCAT je optimiziran za procesne podatke in se prenaša neposredno znotraj standardnega okvira IEEE 802.3 Ethernet z uporabo polja Ethertype 0x88a4.

### Izvedba
Kratki čas cikla, ki ga je mogoče doseči s protokolom Ethernet, omogočajo gostiteljski mikroprocesorji v podrejenih napravah, ki ne sodelujejo pri obdelavi Ethernet paketov za prenos procesnih slik.

## Zgodovina EtherCATa
EtherCAT je prvotno razvilo podjetje Beckhoff Automation, glavni proizvajalec PLC-jev (programabilnih logičnih krmilnikov), ki se uporabljajo v industrijski avtomatizaciji in sistemih za nadzor v realnem času. Konec osemdesetih let 20. stoletja so razvili lastno različico Fieldbusa, imenovano "LightBus", da bi rešili problem pasovne širine drugih vmesnikov. Dodatno delo na tem protokolu je na koncu privedlo do izuma EtherCATa. Beckhoff je svetu predstavil EtherCAT leta 2003, leto kasneje pa so podarili pravice ETG (EtherCAT Technology Group), ki je odgovorna za promocijo standarda. ETG ima zelo aktivno skupino razvijalcev in uporabnikov. EtherCAT je standardiziran v skladu z IEC 61158. ETG je bila ustanovljena leta 2003 in je danes industrijska uporabniška organizacija Ethernet z največ člani na svetu. ETG svojim članom nudi podporo in usposabljanje pri izvajanju, organiziranju testov   in spodbuja razvoj ter distribucijo tehnologije, ki jo podpirajo člani in skupine, ki delajo v pisarnah v Nemčiji, na Kitajskem, Japonski, Koreji in Severna Amerika.

## Mednarodna standardizacija
EtherCAT Technology Group je uradni partner delovnih skupin za digitalno komunikacijo IEC (International Electrotechnical Commission). Specifikacija EtherCAT je bila leta 2005 objavljena kot IEC / PAS 62407 , ki je bila odstranjena konec leta 2007, saj je bil EtherCAT vključen tudi v mednarodne standarde fieldbus IEC 61158  in IEC 61784-2  kot v pogonski profil standard IEC 61800-7. EtherCAT je tudi del standarda ISO 15745-4, za opis naprav XML.